# Chełm (stacja kolejowa)
Chełm – główna stacja w Chełmie (województwo lubelskie). Zlokalizowana przy ul. Kolejowej 89 w dzielnicy Nowe Miasto. Stacja powstała podczas budowy Kolei Nadwiślańskiej i uruchomiona została 17 sierpnia 1877. 21 czerwca 1887 wraz z otwarciem linii kolejowej do Brześcia stacja zyskała status węzłowej.

## Historia
Dworzec w Chełmie został wybudowany w latach 60. XX, następnie na przełomie XX i XXI wieku został przebudowany. W styczniu 2019 PKP podpisały z pracownią Pas Projekt umowę na wykonanie projektu kolejnej przebudowy dworca.
Na stacji znajdują się dwie nastawnie – dysponująca (Cm) na wschodniej głowicy i manewrowa (Cm1) na głowicy zachodniej; obie nastawnie położone są między torami stacji. Plac przeładunkowy na zachodniej głowicy. Dwie rampy – przeładunkowa na tory szerokie na zachodniej głowicy i wyładunkowa z toru normalnego na wschodniej głowicy (ta druga rzadko używana). Na wschodniej głowicy przejazd kolejowo-drogowy. Na stacji znajdują się ponadto park wagonów pasażerskich z myjką oraz dwie lokomotywownie – jedna nieużywana i zrujnowana. Na miejscu, w którym się znajdowała, kilka lat temu wybudowano kompleks handlowy Castorama. Na terenie stacji istniała niegdyś dość duża Wagonownia Chełm – obecnie zlikwidowana.
Po wybuchu rosyjskiej agresji na Ukrainę, 28 lutego 2022 roku dworzec stał się na krótki czas przejściem granicznym.

## Ruch pociągów
W Chełmie zatrzymują się pociągi kategorii regio, InterCity oraz TLK. Bezpośrednio można dojechać do:
- Białej Podlaskiej
- Bydgoszczy
- Charkowa
- Dorohuska
- Kijowa
- Lublina
- Łukowa
- Rejowca
- Terespola
- Warszawy

W sezonie wakacyjnym kursują weekendowo także połączenia do Włodawy.

## Ruch pasażerski[8]
| Rok  | Wymiana pasażerska na dobę |
| ---- | -------------------------- |
| 2017 | 1300                       |
| 2018 | 1300                       |
| 2019 | 1300                       |
| 2020 | 700-999                    |
| 2021 | 700-999                    |
| 2022 | 1800                       |
| 2023 | 3100                       |

## Połączenia komunikacyjne
Przy budynku dworca kolejowego znajduje się przystanek autobusowy, który pełni funkcję pętli. Odjeżdżają i kończą tu bieg autobusy Chełmskich Linii Autobusowych linii 1, 8, 9, 11 i 14, dzięki którym dworzec utrzymuje regularne połączenia z wieloma dzielnicami Chełma. Ponadto przy Placu Dworcowym im. Zygmunta Rumla znajduje się postój TAXI.

## Galeria

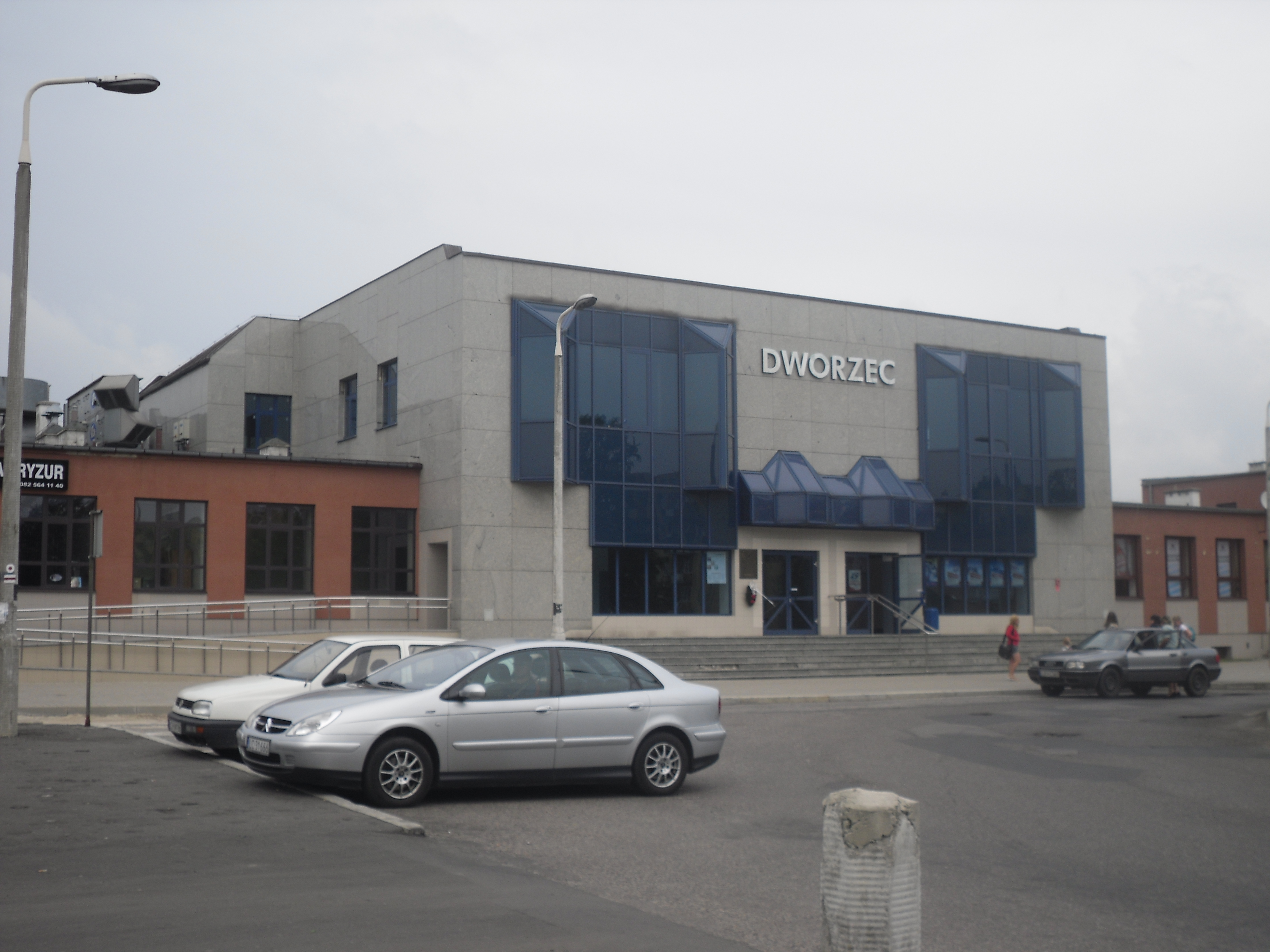
Budynek dworcowy
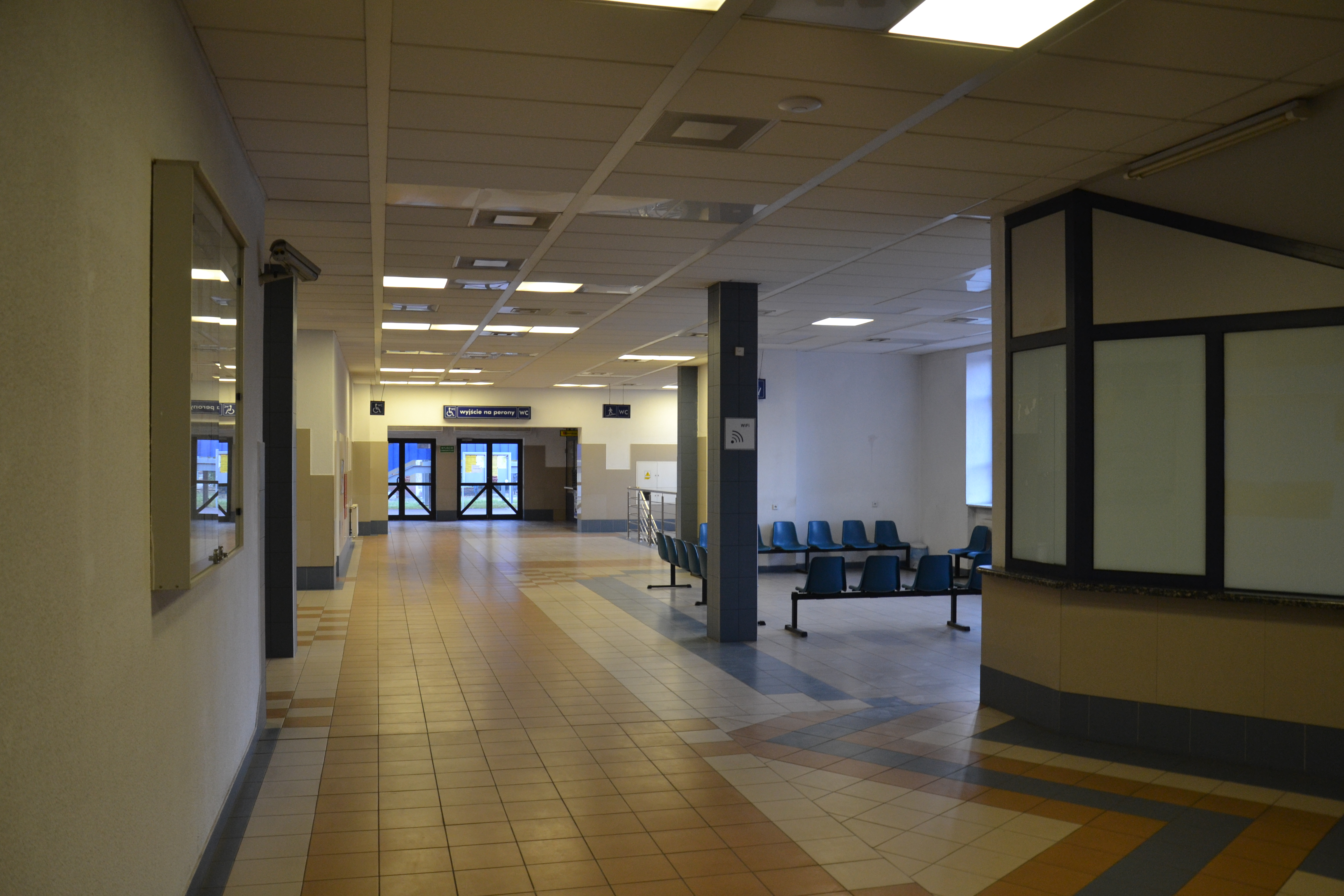
Poczekalnia
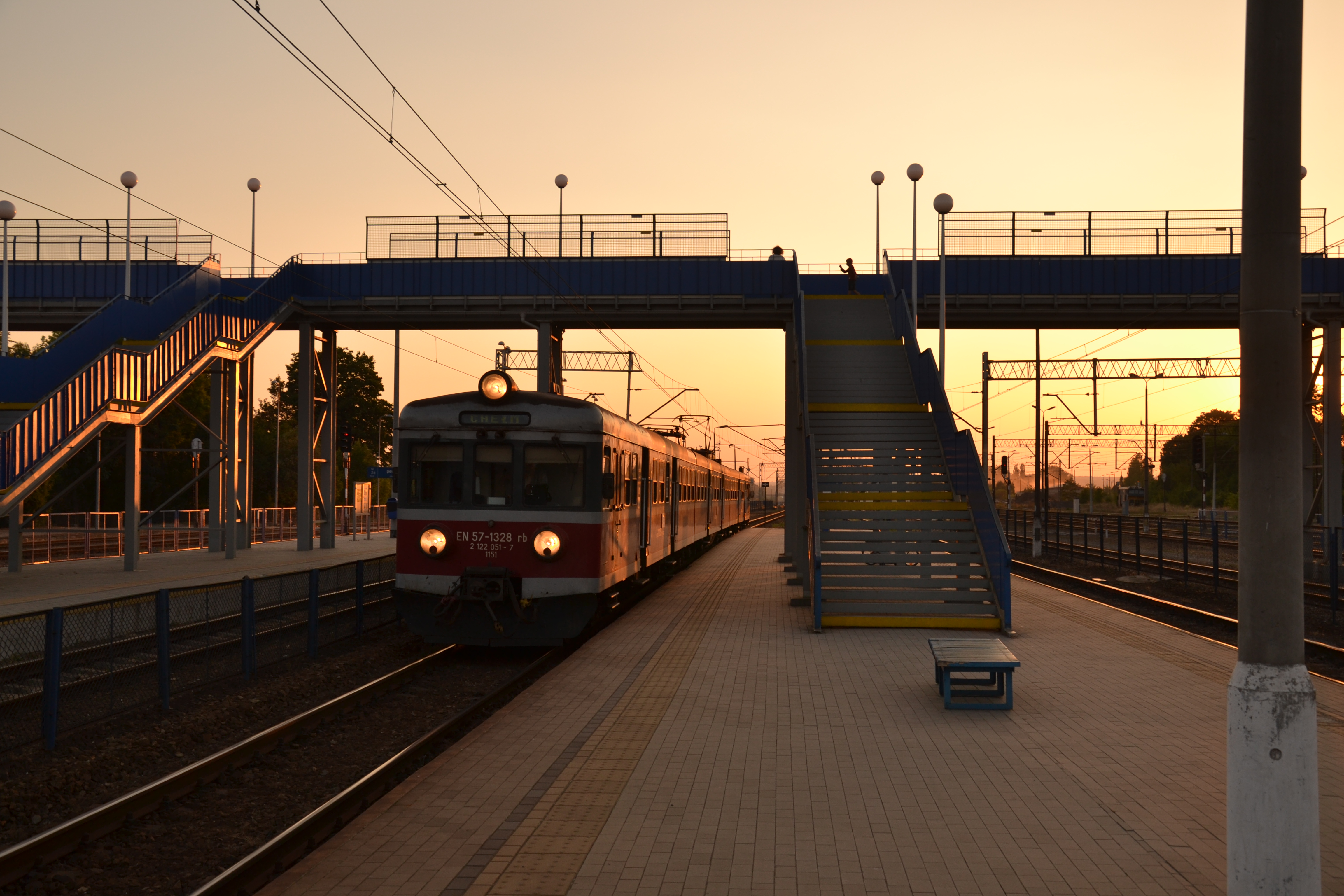
Przejście nad torami